# 983 TCN
983 TCN là một năm trong lịch La Mã.